# 板塔婆

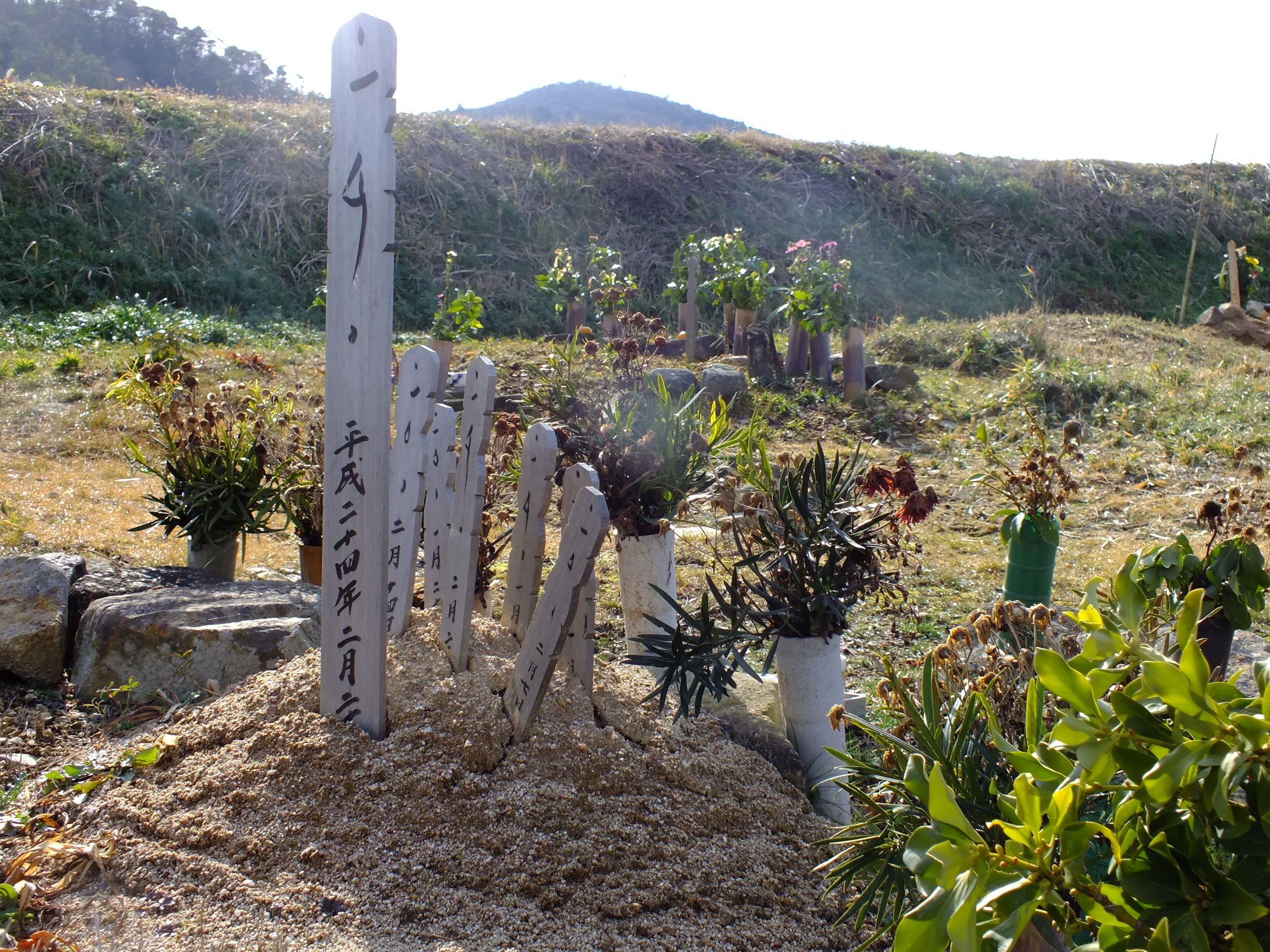
木製卒塔婆が多くみられる神戸市北区淡河町の墓地。

板塔婆（いたとうば、いたとば）とは、追善供養のために墓の脇になどに立てる木製の長い板のこと。卒塔婆（そとうば、そとば）ともいう。

## 概要
塔婆（卒塔婆）とは、墓所の傍に追善供養のために梵字・名号・種字・戒名・俗名などを書き記して建てる白木の板である。stūpaの音写、藪斗婆・窣都婆などとも音写される。五輪塔を模して上部が塔状になっており、上から空（宝珠）・風（半円）・火（三角）・水（円）・地（四角）の五大を表す。民俗学的には、霊の依代（霊が依りつく対象物）の意味を持つとされる。
卒塔婆を一度でも建てようと思っただけで、その人には無限の功徳があると言われており、その功徳を故人に廻らして菩提を弔うのが「卒塔婆（塔婆）供養」である。まず納骨時に最初の卒塔婆供養を行い、あとは法要ごとに卒塔婆供養として新しい卒塔婆に変える。なお、浄土真宗系は板塔婆を建てない。
日本において、卒塔婆は全国生産量の60～70％が東京都西多摩郡で作られており、原料はモミを使用し、当初は地元産のモミを使用していたが、資源の枯渇に伴い周辺県から調達を開始し、現在は九州の他、欧州、中国などから輸入している。関西地方においては経木と呼ばれる小さく薄いものを用いることもある。

## 歴史
古代インドにおいては小高く盛り上げた塚が一般的であったが、釈尊の入滅に至り遺体を荼毘に附し、8か所に仏舎利塔を建立・分骨し供養した。これに倣って、インド内外でも多様な様式の塔が造られ、仏教が伝播された各地で高僧の入寂に伴い遺骨を納める建物（塔）の建設が盛んとなった。仏教伝来後の中国では、旧来からの伝統建築様式と融合して各種の塔が造立され、日本でもいわゆる三重の塔、五重の塔などに変化して造塔された。これらの塔を象形化し、簡略化して板状にしたものを「卒塔婆」として大切に扱い、亡き先祖の追善供養に用いるようになったと考えられる。
日本の卒塔婆を使った死者供養の古層と言える形態に、枝や葉のついた生木を依代として墓前に刺す梢付塔婆（うれつきとうば）、葉付塔婆などと呼ばれる風習がある。これらは神式葬祭に使われる玉串の原型とも言われる。12世紀に密教と真言宗の教えが習合し、五輪塔を墓碑や供養塔として建てる風習が現れた。同時期に作成された『餓鬼草紙』や『一遍聖絵』などには林立する木製の五輪卒塔婆が描かれており、これらと同一のタイプと見られる1186年（文治2年）に作成された卒塔婆が、伊豆の願成就院に現存している。また、『高倉院昇霞記』の1181年（治承5年）の段には「御はかに、日ごとにそとばをたてけるが、やうやうつもるを見て」という記述があり、平安時代末期には四十九日が明けるまで毎日墓に卒塔婆を建て続ける風習が既にあったことを示している。

## ギャラリー

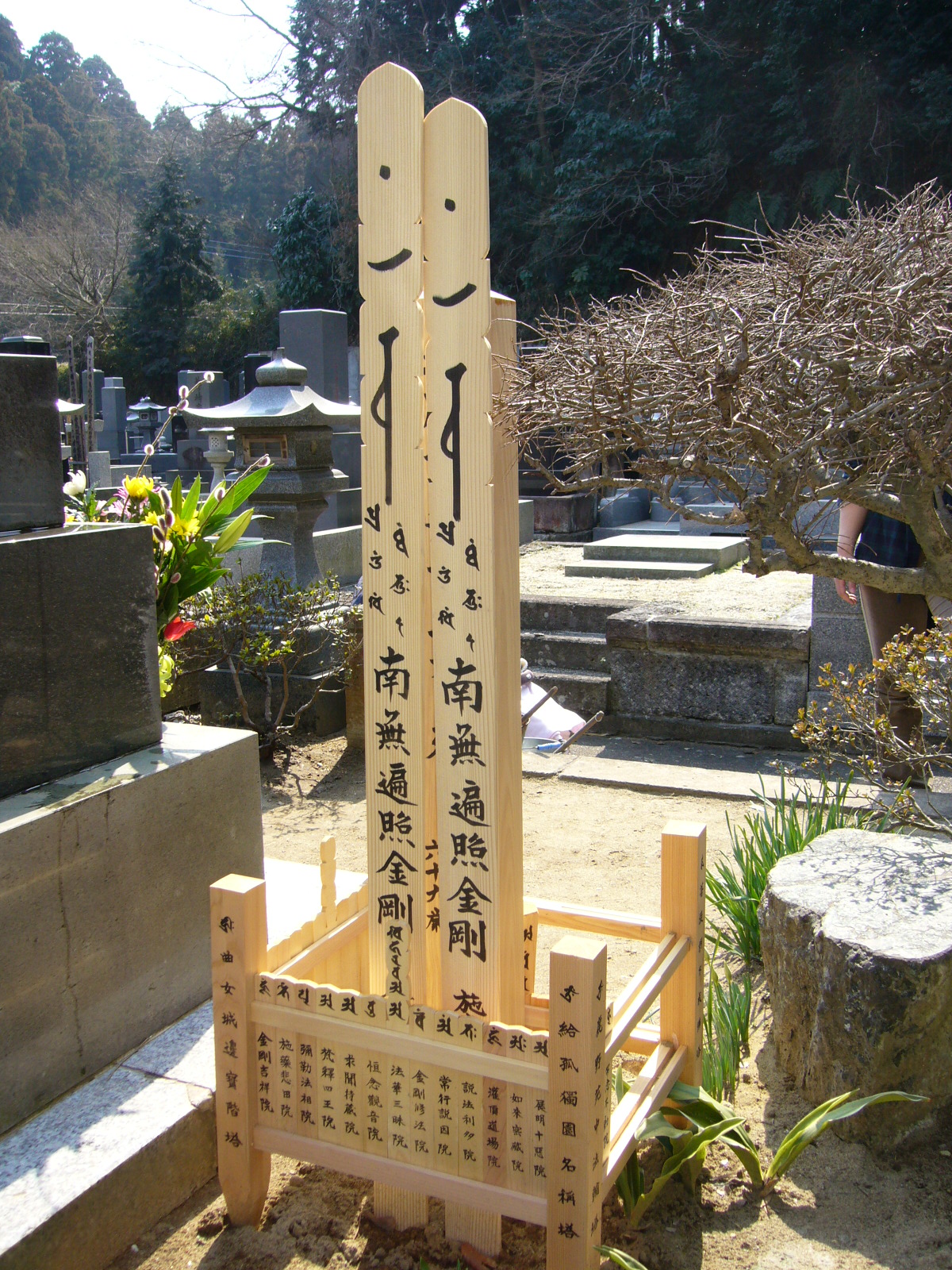
真新しい板塔婆のある墓
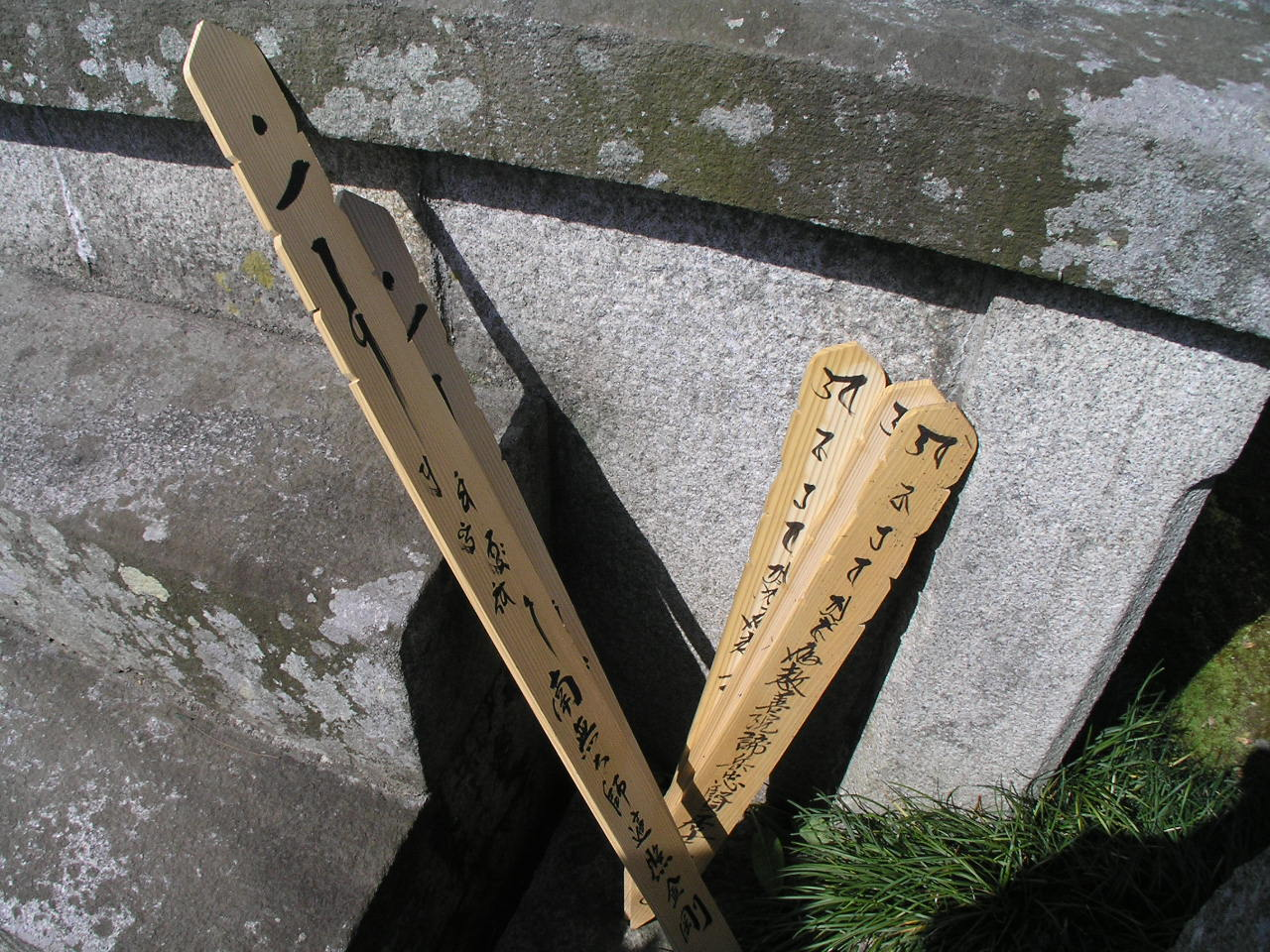
無造作に捨てられた板塔婆
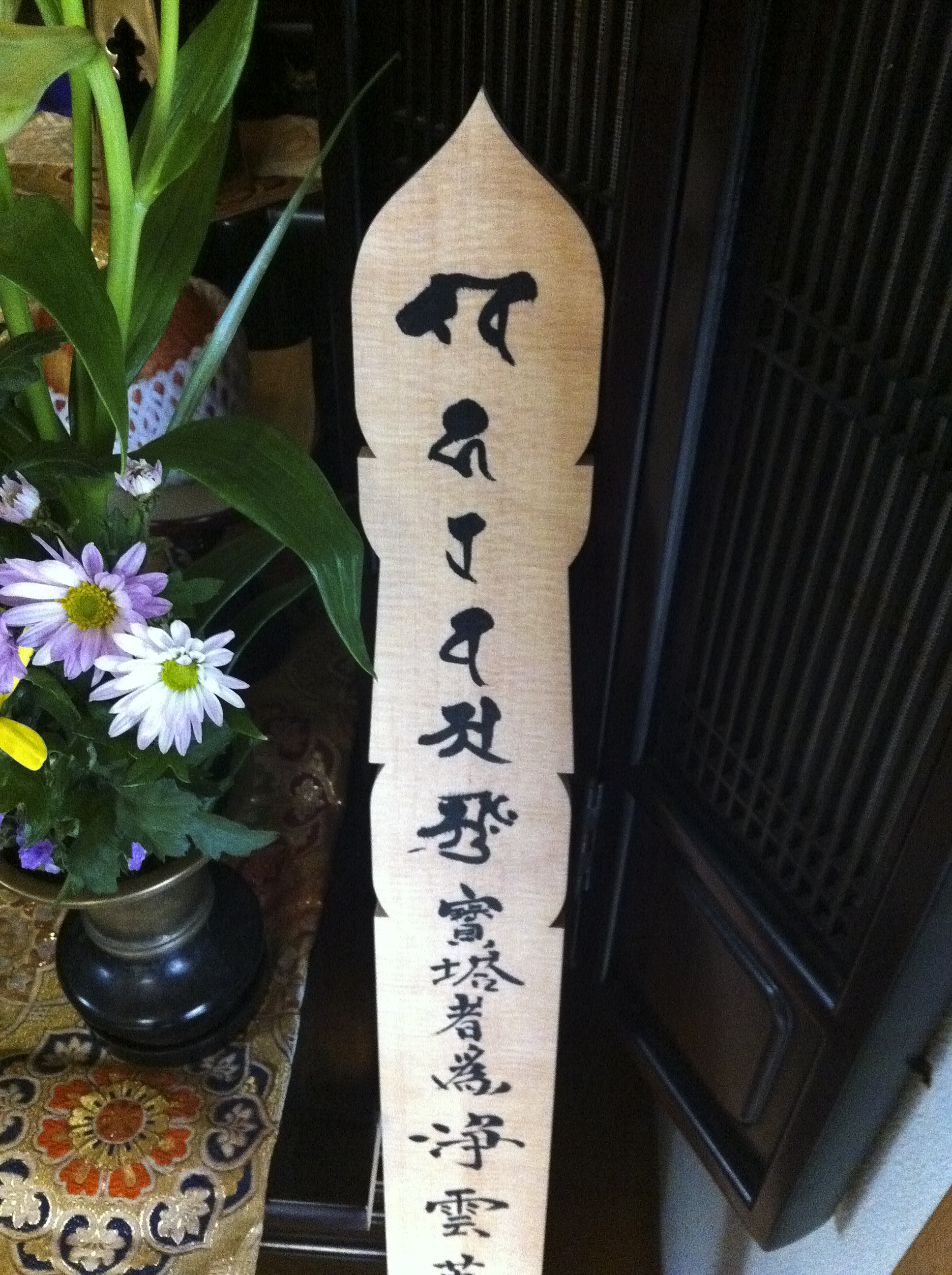
板塔婆
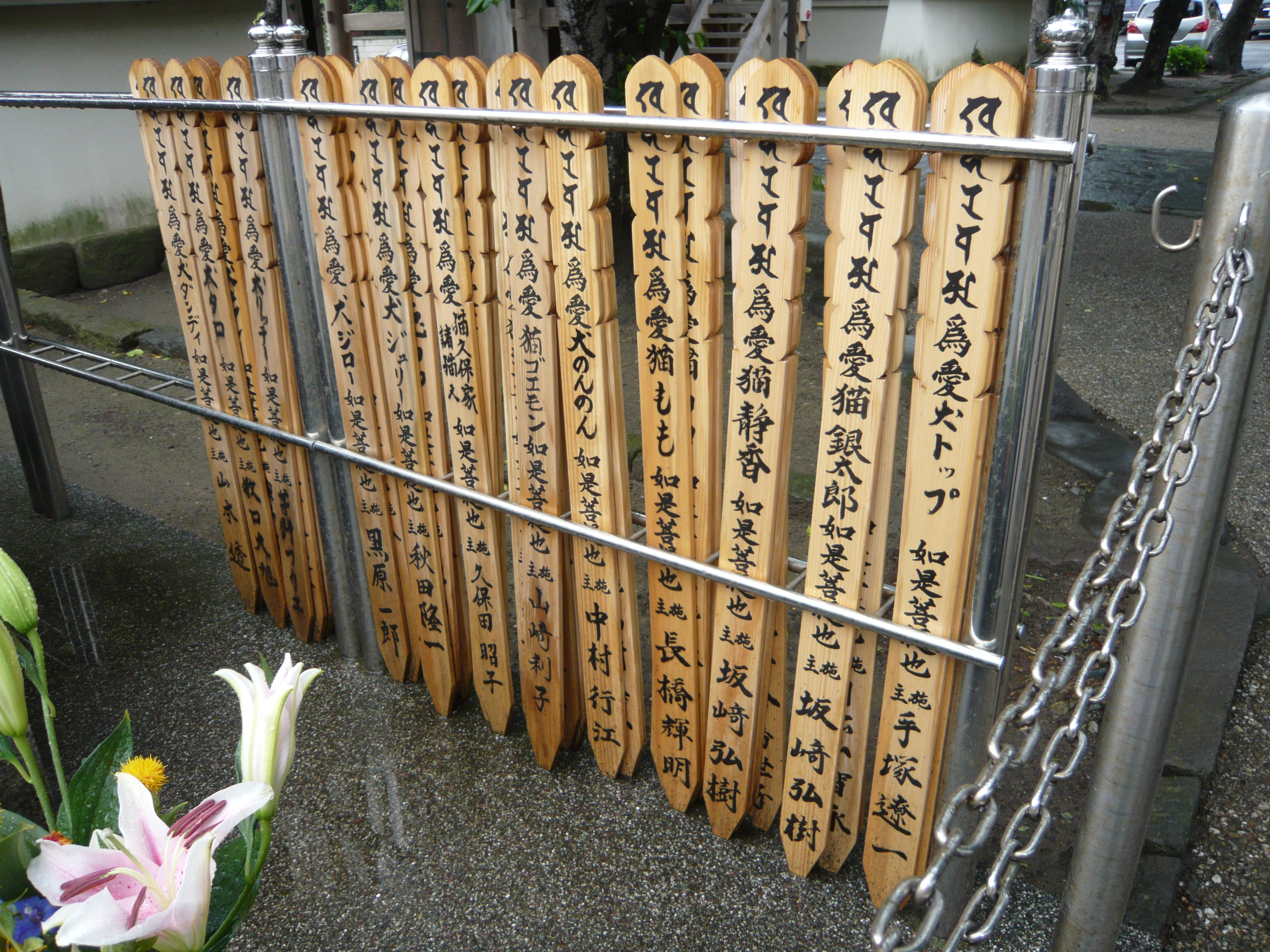
ペットの板塔婆。
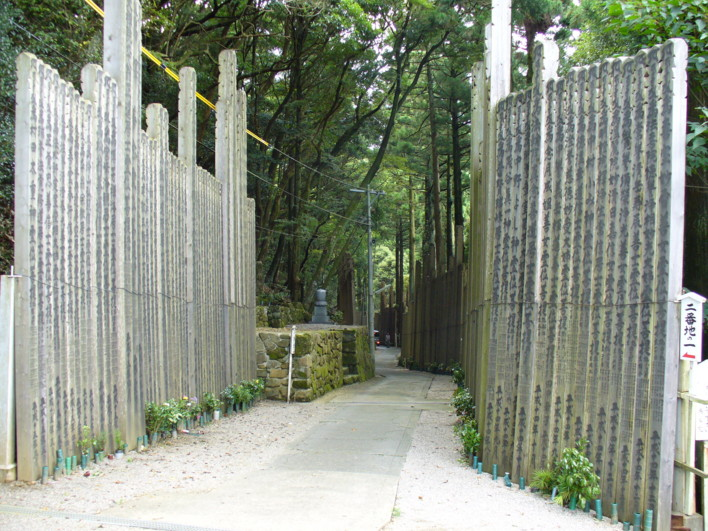
朝熊山の山頂付近にある金剛證寺の奥之院の卒塔婆（三重県伊勢市）。
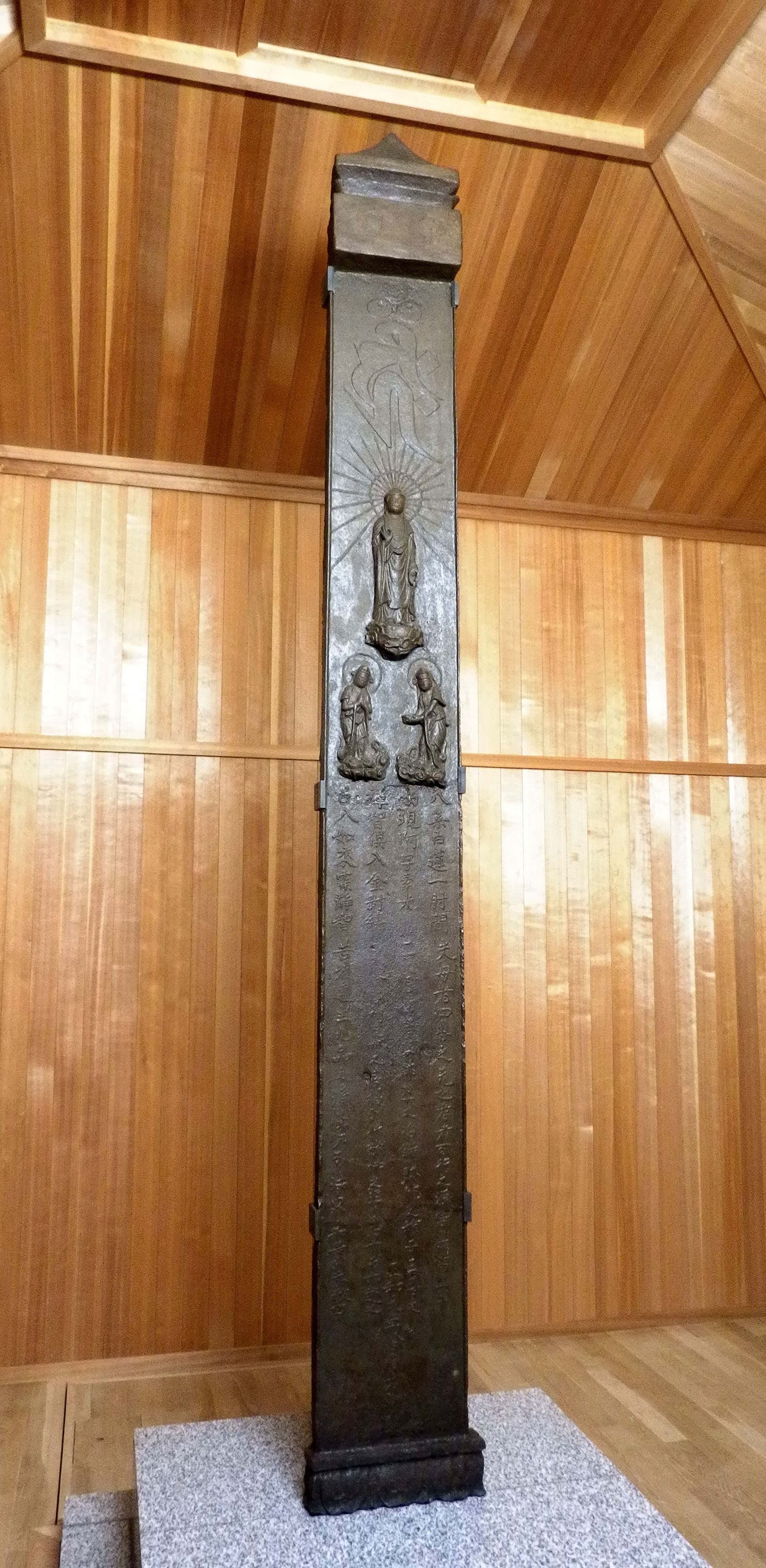
清巌寺の鉄塔婆
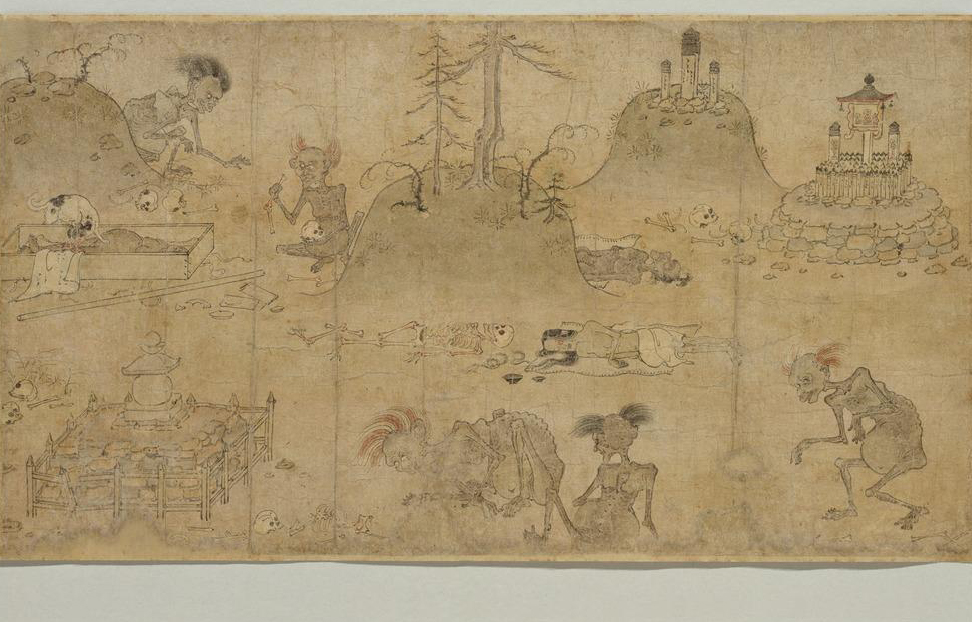
「餓鬼草紙」12世紀 東京国立博物館蔵